# 俄羅斯的尼古拉·尼古拉耶維奇大公 (1831年—1891年)
尼古拉·尼古拉耶維奇大公（俄語：Великий князь Николай Николаевич，1831年8月8日—1891年4月25日），又稱老尼古拉·尼古拉耶維奇，以和其長子作區別。
他是沙皇尼古拉一世的第三子，亞歷山大二世的弟弟。

## 家庭
1856年，尼古拉與歐登堡的亞歷山德拉結婚，兩人共有兩個兒子：
- 尼古拉·尼古拉耶維奇（1856年—1929年）
- 彼得·尼古拉耶維奇（1864年—1931年）